# Bridgwater Town FC
Bridgwater Town FC (celým názvem: Bridgwater Town (1984) Football Club) je anglický fotbalový klub, který sídlí ve městě Bridgwater v nemetropolitním hrabství Somerset. Založen byl v roce 1898 pod názvem Bridgwater AFC. Od sezóny 2017/18 hraje v Western Football League Premier Division (9. nejvyšší soutěž). Klubové barvy jsou červená, bílá a černá.
Své domácí zápasy odehrává na stadionu Fairfax Park s kapacitou 2 500 diváků.

## Historické názvy
Zdroj: 
- 1898 – Bridgwater AFC (Bridgwater Association Football Club)
- 1921 – Bridgwater Town FC (Bridgwater Town Football Club)
- 1984 – zánik
- 1984 – obnovena činnost pod názvem Bridgwater Town FC (Bridgwater Town (1984) Football Club)

## Získané trofeje
- Somerset Senior Cup ( 3× )
  - 1898/99, 1993/94, 1995/96

## Úspěchy v domácích pohárech
Zdroj: 
- FA Cup
  - 2. kolo: 1960/61, 1961/62
- FA Trophy
  - 3. kolo: 1969/70, 1972/73
- FA Vase
  - 5. kolo: 2004/05

## Umístění v jednotlivých sezonách
Stručný přehled
Zdroj: 
- 1949–1952: Western Football League (Division Two)
- 1952–1960: Western Football League (Division One)
- 1960–1976: Western Football League
- 1976–1982: Western Football League (Premier Division)
- 1982–1984: Southern Football League (Midland Division)

- 1986–1987: Somerset Senior League (Division One)
- 1987–1994: Somerset Senior League (Premier Division)
- 1994–1996: Western Football League (Division One)
- 1996–2007: Western Football League (Premier Division)
- 2007–2017: Southern Football League (Division One South & West)
- 2017– : Western Football League (Premier Division)

Jednotlivé ročníky
Zdroj: 
Legenda: Z – zápasy, V – výhry, R – remízy, P – porážky, VG – vstřelené góly, OG – obdržené góly, +/- – rozdíl skóre, B – body, červené podbarvení – sestup, zelené podbarvení – postup, fialové podbarvení – reorganizace, změna skupiny či soutěže
| Sezóny  | Liga                                                 | Úroveň | Z  | V  | R  | P  | VG | OG  | +/- | B  | Pozice |
| ------- | ---------------------------------------------------- | ------ | -- | -- | -- | -- | -- | --- | --- | -- | ------ |
| 2009/10 | Southern Football League (Division One South & West) | 8      | 42 | 26 | 11 | 5  | 83 | 30  | +53 | 89 | 3.     |
| 2010/11 | Southern Football League (Division One South & West) | 8      | 40 | 9  | 11 | 20 | 47 | 86  | -39 | 38 | 18.    |
| 2011/12 | Southern Football League (Division One South & West) | 8      | 40 | 13 | 4  | 23 | 47 | 77  | -30 | 43 | 15.    |
| 2012/13 | Southern Football League (Division One South & West) | 8      | 42 | 10 | 10 | 22 | 52 | 78  | -26 | 40 | 19.    |
| 2013/14 | Southern Football League (Division One South & West) | 8      | 42 | 14 | 11 | 17 | 62 | 64  | -2  | 53 | 14.    |
| 2014/15 | Southern Football League (Division One South & West) | 8      | 42 | 17 | 11 | 14 | 67 | 59  | +8  | 62 | 12.    |
| 2015/16 | Southern Football League (Division One South & West) | 8      | 42 | 9  | 7  | 26 | 42 | 83  | -41 | 34 | 19.    |
| 2016/17 | Southern Football League (Division One South & West) | 8      | 42 | 2  | 4  | 36 | 23 | 117 | -94 | 10 | 22.    |
| 2017/18 | Western Football League (Premier Division)           | 9      | 38 | 18 | 4  | 16 | 61 | 51  | +10 | 58 | 8.     |
| 2018/19 | Western Football League (Premier Division)           | 9      | 38 |    |    |    |    |     |     |    |        |